# Zygmunt Surdacki
Zygmunt Surdacki (ur. 6 czerwca 1905 w Urzędowie, zm. 30 czerwca 1941 w KL Auschwitz) – kapłan katolicki, wikariusz generalny diecezji lubelskiej, dyrektor Diecezjalnego Instytutu Akcji Katolickiej.

## Życiorys
Był synem Wojciecha i Agnieszki z domu Krasińska. Uczył się od 1915 do 1921 w gimnazjum Kanclerza Jana Zamojskiego w Janowie Lubelskim. Brał udział w wojnie polsko-bolszewickiej. Kurs nauk filozoficzno-teologicznych odbył podczas studiów w Wyższym Seminarium Duchownym w Lublinie. Od 30 września 1926 uczęszczał na zajęcia na Wydziale Prawa Kanonicznego Katolickiego Uniwersytetu Lubelskiego, które ukończył 2 czerwca 1930 stopniem doktora (rozprawa: „Praca duszpasterska według pokodeksowych synodów diecezjalnych w Polsce”).
Na początku lat 30. był notariuszem sądu biskupiego I i II instancji. W 1932 został dyrektorem Akcji Katolickiej na obszar diecezji lubelskiej. W roku akademickim 1937/1938 prowadził na KUL wykłady na temat Akcji Katolickiej. Brał udział w Kongresie Eucharystycznym w Budapeszcie w 1938.
We wrześniu 1939 był członkiem Miejskiego Obywatelskiego Komitetu Społecznego. Od końca 1939 był przez rok wikariuszem generalnym w diecezji lubelskiej. Ponadto w lipcu 1940 znalazł się w gronie Rady Opiekuńczej i Powiatowej w Lublinie. Jednocześnie pod koniec 1940 decyzją ks. rektora Antoniego Szymańskiego zajął się organizowaniem tajnego nauczania na KUL.
Został aresztowany w kwietniu 1941. Powodem była pomoc, jaką kapłan niósł prześladowanym Żydom. W lubelskiej siedzibie gestapo „Pod Zegarem” został poddany brutalnemu śledztwu. Następnie trafił do obozu Auschwitz, gdzie (jako więzień polityczny o numerze 14606) zginął.